# Tháng 2 năm 2011
Tháng 2 năm 2011 bắt đầu vào thứ Ba và kết thúc sau 28 ngày vào thứ Hai.

## Chủ đề:Thời sự
| Thứ ba, ngày 1 tháng 2 |
| - Tiền đạo Fernando Torres của câu lạc bộ bóng đá Liverpool đã về câu lạc bộ bóng đá Chelsea với mức giá 50 triệu bảng và mặc số áo 9 tại đây. - Sau nhiều cuộc biểu tình, quốc vương Abdullah II thay đổi nội các và bổ nhiệm Marouf al-Bakhit làm thủ tướng Jordan. - Sau nhiều cuộc biểu tình toàn quốc, Tổng thống Ai Cập Hosni Mubarak tuyên bố sẽ không tái tranh cử vào tháng 9. |

| Thứ tư, ngày 2 tháng 2 |
| - Phi vụ Kepler của NASA phát hành dữ liệu sơ bộ chỉ đến hơn 1.200 thiên thể có thể là ngoại hành tinh, trong số đó 54 nằm trong khu vực có thể sống được. |

| Thứ năm, ngày 3 tháng 2                                                                                                |
| - Tổ chức cấp phát số hiệu Internet cấp phát các khối địa chỉ Internet IPv4 cuối cùng cho các cơ quan đăng ký khu vực. |

| Thứ sáu, ngày 4 tháng 2 |
| - Thủ tướng Myanmar Thein Sein được chọn làm Tổng thống sau cuộc tổng tuyển cử năm 2010. - Khối 8406, một tổ chức đối lập quần chúng gồm nhiều thành phần xã hội khác nhau, ra lời kêu gọi tẩy chay cuộc bầu cử Quốc hội cộng sản Việt Nam dự trù diễn ra vào ngày 22 tháng 5 năm 2011. |

| Thứ hai, ngày 7 tháng 2                                                                     |
| - Quân đội Campuchia và Thái Lan xung đột lần nữa tại khu đất chung quanh Đền Preah Vihear. |

| Thứ sáu, ngày 11 tháng 2 |
| - Sau 18 ngày biểu tình liên tục đòi lật đổ chính quyền, Tổng thống Ai Cập Hosni Mubarak từ chức, kết thúc gần 30 năm cầm quyền. |

| Thứ hai, ngày 14 tháng 2 |
| - Lady Antebellum giành năm giải Grammy, bao gồm Bài hát và Thu âm của năm, Arcade Fire giành giải Album của năm tại Giải Grammy lần thứ 53. - Thủ tướng Ý Silvio Berlusconi bị buộc tội mua dâm trẻ vị thành niên. |

| Thứ ba, ngày 15 tháng 2                                                                                   |
| - Tàu vũ trụ Stardust của NASA bay qua sao chổi Tempel 1 để chụp hình miệng hố do tàu Deep Impact tạo ra. |

| Thứ năm, ngày 17 tháng 2                                                                                               |
| - Chương trình trí tuệ nhân tạo Watson của IBM thắng hai người vô địch trên trò chơi truyền hình hỏi đáp Mỹ Jeopardy!. |

| Thứ bảy, ngày 19 tháng 2 |
| - Chính quyền nổ súng vào các đám đông biểu tình tại Libya và Bahrain trong khi các cuộc biểu tình khác vẫn tiếp diễn khắp Trung Đông và Bắc Phi. |

| Thứ hai, ngày 21 tháng 2 |
| - Nổi dậy tại Libya lan đến thủ đô Tripoli, trong khi chính quyền dùng máy bay chiến đấu và lính đánh thuê để tấn công những người biểu tình. |

| Thứ ba, ngày 22 tháng 2 |
| - Một trận động đất 6,3 độ xảy ra tại Vùng Canterbury gần thành phố Christchurch, New Zealand gây nhiều thiệt hại và khiến hơn 100 người chết. - Behgjet Pacolli trở thành Tổng thống Cộng hòa Kosovo. |

| Thứ năm, ngày 24 tháng 2 |
| - Phi vụ cuối cùng của Tàu con thoi Discovery phóng lên từ Trung tâm vũ trụ Kennedy. - Algérie bãi bỏ tình trạng khẩn cấp sau 19 năm vì cuộc biểu tình khắp quốc gia. |

| Thứ bảy, ngày 26 tháng 2 |
| - Cơ quan Vũ trụ Liên bang Nga phóng lên vệ tinh GLONASS-K đầu tiên để hỗ trợ hệ thống vệ tinh định vị toàn cầu GLONASS. - Hội đồng Bảo an Liên Hợp Quốc thông qua nghị quyết cấm vận và đề nghị đưa chính quyền của Muammar al-Gaddafi tại Libya ra Tòa án Tội phạm Quốc tế do các hành động đàn áp biểu tình. |

| Chủ nhật, ngày 27 tháng 2 |
| - Tại Giải Oscar lần thứ 83, phim The King's Speech thắng 4 giải, kể cả giải Phim hay nhất, Đạo diễn xuất sắc nhất cho Tom Hooper, và nam diễn viên xuất sắc nhất cho Colin Firth, trong khi Natalie Portman thắng giải nữ diễn viên chính xuất sắc nhất. |